# Грицюк Олександр Йосипович
Олекса́ндр Йо́сипович Грицю́к (10 жовтня 1923 — 14 березня 1990) — український клініцист, лікар терапевт-кардіолог, науковець, педагог, доктор медичних наук, професор, заслужений діяч науки і техніки УРСР, член-кореспондент Академії медичних наук СРСР, лауреат Державної премії УРСР в галузі науки і техніки (1980).

## Біографічні відомості

### Ранні роки
Народився в Києві у родині службовців, які переїхали з Туапсе 1916 року. Закінчив середню школу із золотою медаллю 22 червня 1941 року. З початком війни працював на стратегічному об'єкті Києва аж до початку окупації міста. Через те, що сім'я його не встигла евакуюватися, залишився, поступив до створеного німцями медичного інституту «Полімедикум», вчився медицині від січня до вересня 1942 року, поки цей інститут не закрила окупаційна влада.
До звільнення Києва радянськими військами працював чорноробом у вагонно-ремонтному депо. З грудня 1943 по лютий 1944 року продовжив навчання медицині у Київському медичному інституті (КМІ). Тоді був призваний до лав армії, воював на фронті, отримав три легкі та одно тяжке поранення, пройшов шлях від рядового до старшого сержанта, командиру стрілецького взводу. Звільняв Ковель, Варшаву, брав участь у завершальних боях в Німеччині, 14 квітня 1945 року був тяжко поранений під Кюстріном, переніс тяжкий післярановий остеомієліт. Нагороджений орденом Вітчизняної війни I ступеня, двома медалями «За відвагу», медалями «За звільнення Варшави», «За взяття Берліну», «За перемогу над Німеччиною», подякою Сталіна.
8 серпня 1945 року його було демобілізовано через тяжке поранення, визнаний інвалідом німецько-радянської війни 3-ї групи.

### Становлення
З грудня 1945 року повернувся до навчання у КМІ. Під час навчання активно займався дослідницькою діяльністю під керівництвом професорів Миколи Стражеска і Федора Примака. Провів дослідження «Коронарна недостатність при гіпертонічній хворобі», яке отримало декілька відзнак. Паралельно навчанню медицині він закінчив англійське відділення Трирічних державних курсів іноземних мов, через що вільно оволодів англійською мовою, згодом почав її викладати у вечірній школі робочої молоді.
У 1951 році з відзнакою закінчив Київський медичний інститут, отримавши кваліфікацію лікаря. Отримав рекомендацію на наукову роботу, прийнятий у клінічну ординатуру на кафедру факультетської терапії, якою завідував Микола Стражеско, і невдовзі почав працювати над кандидатською дисертацією під керівництвом професора О. А. Айзенберга. Працюючи над кандидатською дисертацією, учений уперше в 1956 р. запропонував подвійний шлунково-дуоденальний зонд для одночасного вивчення шлункової секреції і жовчовиділення; розробив метод лікування хронічного холецистоангіохоліта. Відтворив експериментальну модель ендокардита, близьку за патоморфологічними, біохімічними та електрокардіографічними характеристиками ендокардиту людини. Використання ним кардіоцитотоксичної сироватки вперше дозволило вивчити роль аутосенсибілізації в патогенезі ревматичного кардиту.

### Наукова і педагогічна кар'єра
25 вересня 1958 року успішно захистив кандидатську дисертацію на тему «Застосування стрептоміцину при лікуванні холецистоангіохоліта». Починаючи з 1958 р. О. Й. Грицюк проводив всебічні дослідження з фізіології та патології гемостазу, вивчення внутрішньосудинного тромбоутворення при основних серцево-судинних захворюваннях. Влітку 1958 року він перейшов з кафедри факультетської терапії на кафедру госпітальної терапії, де він за короткий час підготував новий курс військово-польової терапії. У 1959 році йому було присуджено ступінь кандидата медичних наук і того ж року призначено на посаду доцента цієї кафедри.
У 1962 році О. Й. Грицюка було на 4 місяці відряджено в США, до провідних клінік Вашингтона, Детройта, Чикаго, Нью-Йорка, Сан-Франциско, де він вивчав методики оцінки стану фібрінолітичної системи крові.
Повернувшись на батьківщину він продовжив дослідження тромбоутворення, вперше довів значення швидкості фібринолізу в патогенезі тромбоутворення (а не лише його інтенсивності) та вперше описав проактиватор плазміногену швидкої дії — фізіологічний фактор фібринолітичної системи. Довів наявність при ревматизмі фазових змін згортання крові, їхню залежність від превалювання негайного чи уповільненого типу алергії та значення в розвитку тромботичних та геморагічних ускладнень. Результати досліджень стали основою для докторської дисертації «Основні патогенетичні фактори тромбоутворення при ревматичних ураженнях серцево-судинної системи», яку він захистив 1966 року. Отримані при виконанні цієї дисертації дані лягли в основу монографії «Тромбозы и эмболии при ревматизме» (1973), що видавалась за кордоном.
У квітні 1967 року обраний вченою радою КМІ на посаду професора кафедри госпітальної терапії, а у 1968 році йому присвоєне вчене звання професора. Тоді ж професор Айзенберг рекомендував його для доповіді на X міжнародному конгресі з внутрішньої медицини у Варшаві, де Грицюк блискуче виступив, надавши результати власних досліджень.
У 1967 році його було призначено головним терапевтом МОЗ УРСР, цю посаду він обіймав до 1970 року, коли його було призначено директором Інституту кардіології імені академіка М. Д. Стражеска. Увесь цей час він продовжував працювати в КМІ. 1973 року його призначено завідувачем кафедри госпітальної терапії Київського медичного інституту імені О. О. Богомольця, 1974 року переведено з посади головного терапевта на посаду головного ревматолога МОЗ УРСР.
У 1978 році при кафедрі внутрішніх хвороб № 2 заснував Республіканський ревматологічний та міський кардіологічний центри на базі 14 міської лікарні міста Києва. До їхнього складу входило відділення стаціонару та консультативна поліклініка, де лікувально-консультативну роботу вели співробітники кафедри та лікарні. Науковий потенціал центрів було посилено науковим підрозділом — вперше організовано групу клінічної кардіології Центру науково-дослідного лікування (ЦНДЛ), у майбутньому Науково-дослідний лікувальний центр (НДЛЦ), з лабораторіями гемостазу та імунології. Основні наукові напрямки цих центрів були розробка питань патогенезу тромбоемболічних змін при серцево-судинних захворюваннях з деталізацією ролі при цьому гемокоагуляційного гемостазу та імунологічної реактивності; вдосконалення профілактики та лікування тромбоемболічних ускладнень, методів діагностики, лікування та профілактики претромботичного та передінфарктного станів, інфаркту міокарда та його ускладнень, нестабільної стенокардії, гіпертонічної хвороби, ревматизму та неревматичних міокардитів, системних захворювань сполучної тканини, судинних уражень різноманітної локалізації.

Могила Олександра Грицюка

Помер на 67-му році життя 14 березня 1990 року. Похований разом із дружиною на Байковому кладовищі м. Києва (ділянка № 52, 50°25′19.70″ пн. ш. 30°30′23.80″ сх. д. / 50.4221389° пн. ш. 30.5066111° сх. д.).

## Наукова діяльність
1978 року його обрано членом-кореспондентом Академії медичних наук СРСР.
У 1979 році О. Й. Грицюк першим визначив гемокоагуляційний гомеостаз як відносну динамічну рівновагу між прокоагулянтами, антикоагулянтами та агентами фібрінолізу в плазмі, формених елементах крові та судинній стінці, простациклін-тромбоксанового балансу. Вперше довів, що між тромбоцитарними, еритроцитарними та плазматичними профакторами та факторами, що їх інгібують, існує обмін та динамічна рівновага, як і поміж плазмою крові та судинною стінкою. Формені елементи крові з одного боку, та елементи судинної стінки — з іншого, регулюють існування крові в рідкому стані та її згортання. При серцево--судинних хворобах спостерігаються корегуючі та декорегуючі окремі ланки гемокоагуляційного гомеостазу, що здатні призвести до виправлення зміненого балансу або до ще більшого його порушення, при цьому можливе виникнення тромботичних або геморагічних ускладнень.
У 1980 році О. Й. Грицюк разом з іншими вченими отримав Державну премію УРСР в галузі науки і техніки за роботу «Розробка та впровадження в широку медичну практику комплексу заходів по боротьбі з інфарктом міокарда». Грицюк запропонував та впровадив у широку клінічну практику індекс тромбофілії, що полегшує діагностику претромботичного стану і визначення його активності, зранжирував пацієнтів за різними ступенями претромботичного стану, що дало можливість впровадити диференційований підхід для медикаментозної профілактики тромботичних ускладнень. Обґрунтував значення коронаротромбозу в патогенезі інфаркту міокарду. З метою обмеження зони некрозу серцевого м'язу доказав необхідність застосування фібринолітиків. Розробив та впровадив метод «керованої гіпокоагуляції крові» при інфаркті міокарду та прогресуючій стенокардії, припустив патогенетично можливість розвитку з дрібновогнищевого інфаркту міокарду крупновогнищевого і, зрештою, клінічно це описав. Вперше у гострий період інфаркту для зменшення стресових впливів і негативної дії больового фактору запропонував метод перідуральної анестезії.
У 1980-х роках О. Й. Грицюк зі своїми співробітниками активно досліджував гострі форми ішемічної хвороби серця та ревматичних захворювань. Використання інвазивних методів дослідження гемодинаміки, кардіотопографії, серійного визначення активності креатинфосфокінази дало змогу розробити оригінальні підходи до діагностики і лікування нестабільних форм інфаркту міокарда. Було створено та запропоновано для клінічної практики нову класифікацію кардіогенного шоку, обґрунтовано доцільність використання малих доз бета-адреноблокаторів у хворих на інфаркт міокарда з помірною серцевою недостатністю. На новому рівні відновлено дослідження патогенезу гіпоксії при інфаркті міокарда та системних ревматичних захворюваннях, що дозволило розробити об'єктивні критерії прогнозування, оцінки тяжкості перебігу патологічного процесу та ефективності лікування.
У цей же період було започатковано застосування двомірної ехокардіографії, різних варіантів електрокардіостимуляції, тромболітичної терапії, гемосорбції, постійної внутрішньовенної інфузії гепарину при інфаркті міокарда. За ці роботи співробітники кафедри неодноразово відзначались дипломами ВДНГ СРСР та УРСР. Важливим етапом у розвитку ревматологічного напрямку досліджень стало створення О. Й. Грицюком з співавторами методу рідинофазного визначення антитіл до клітинних і тканинних антигенів. Використання цього методу дало змогу розробити цілу низку нових способів діагностики і диференційної діагностики ревматичних і неревматичних міокардитів, ревматоїдного артриту, системного червоного вовчаку.
У 1986 році О. Й. Грицюк із співробітниками удосконалив метод імунологічної та ензимологічної діагностики як безпосередньо некрозу серцевого м'яза, так і його ускладнень (постінфарктного синдрому).
О. Й. Грицюк був заступником голови Всесоюзного товариства ревматологів, членом президії Всесоюзного наукового товариства терапевтів, правління Всесоюзного наукового товариства кардіологів, президії та бюро президії вченої ради МОЗ УРСР.
Під його керівництвом захищено 28 кандидатських дисертацій, він був консультантом 5 докторських дисертацій. Автор понад 350 наукових робіт і 14 монографій, зокрема «Инфаркт миокарда» (в співавторстві з Н. А. Гватуа, І. К. Слєдзевською; 1979), «Клиническое применение гепарина» (1981), «Пособие по кардиологии» (1984), «Воспалительные заболевания сердца» (в співавторстві з В. Т. Чувикіною, В. І. Щигельським; 1986), «Клиническая ангиология» (1988) та інші. Мав 14 патентів.
Серед учнів Олександра Грицюка — К. М. Амосова, О. М. Пархоменко, В. З. Нетяженко тощо.

## Нагороди
- Нагороджений орденом «Знак Пошани».
- Заслужений діяч науки УРСР.
- Лауреат Державної премії УРСР.

## Пам'ять

меморіальна дошка

На будівлі Національного наукового центру «Інститут кардіології імені академіка М. Д. Стражеска» АМН України, вулиця Святослава Хороброго, 5 встановлено мармурову меморіальну дошку.